# Ніл Ньюбон
Ніл Ньюбон (англ. Neil Newbon, нар. 14 серпня 1978) — британський актор, відомий своїми ролями у відеоіграх Detroit: Become Human, Resident Evil Village і Baldur's Gate III.

## Біографія
Ніл Ньюбон народився в Соліхаллі, Вест-Мідлендс, у родині спортивного коментатора англійської телевізійної мережі ITV, Ґері Ньюбона. Його брат Лоуренс працює оператором.
Театральну кар'єру почав у National Youth Theatre та Royal Court Theatre. У 1998 році Ньюбон з'явився в першій серії комедійного серіалу BBC Two Goodness Gracious Me в ролі офіціанта Джеймса у відомому скетчі програми «Going for an English». З того часу він знявся в багатьох фільмах і телесеріалах, а з 2010 перейшов у ігроіндустрію як актор озвучування та режисер захоплення руху.
У 2019 Ньюбон співзаснував із Салетою Лосадою навчальний заклад Performance Captured Academy, який пропонує безплатні курси захоплення руху для акторів-початківців. Має тату у формі датчика захоплення руху.
Має шотландське та білоруське походження. Після повномасштабного вторгнення провів благодійний стрім та зібрав понад 7 тисяч фунтів для допомоги українцям під егідою Британського Червоного Хреста.

## Фільмографія

### Фільми
| Рік  | Назва                         | Роль              | Примітки                                                                      | Дж. |
| ---- | ----------------------------- | ----------------- | ----------------------------------------------------------------------------- | --- |
| 2006 | Остання висадка               | капрал Рис Павелл |                                                                               |     |
| 2006 | Are You Ready for Love?       | Роб               |                                                                               |     |
| 2008 | Beyond the Rave               | Ніколай           |                                                                               |     |
| 2010 | Jackboots on Whitehall        | водій танка       | Озвучення                                                                     |     |
| 2016 | Kingsglaive: Final Fantasy XV | Петра Фортіс      | Озвучення, англійський дубляж Також виконав захоплення руху для Нікса Ульріка |     |

### Телебачення
| Рік        | Назва                            | Роль                                                       | Примітки                              | Дж. |
| ---------- | -------------------------------- | ---------------------------------------------------------- | ------------------------------------- | --- |
| 1993       | Chris Cross                      | Ґарретт                                                    | епізод: «Saturday Night»              |     |
| 1997       | Wycliffe                         | Роб Тайзак                                                 | епізод: «Close to Home»               |     |
| 1998       | Goodness Gracious Me             | Джеймс                                                     | 1 епізод                              |     |
| 1998—2007  | The Bill                         | Ян Роббінс, Домінік Майлегем, Гевін Салліван, Біллі Пітерс | 7 епізодів                            |     |
| 1999       | Dalziel and Pascoe               | ET                                                         | епізод: «Time to Go»                  |     |
| 2000       | Rhona                            | Художня модель                                             | епізод: «The Happy Jeans»             |     |
| 2000       | Queen of Swords                  | Ентон                                                      | епізод: «The Witness»                 |     |
| 2002       | Сім'я Робінзонів                 | Ернст Робінзон                                             | телефільм                             |     |
| 2002       | As If                            | Себ                                                        | 2 епізоди                             |     |
| 2003       | The Afternoon Play               | Малкольм Гей                                               | епізод: «Turkish Delight»             |     |
| 2003—04    | Dream Team                       | Люк Девенпорт                                              | 19 епізодів                           |     |
| 2009       | Holby City                       | Ґевін Шелдон                                               | епізод: «Take Her Breath Away»        |     |
| 2009       | Henry VIII: The Mind of a Tyrant | Лорд Мунджой, інквізитор Калпеппера                        | 2 епізоди                             |     |
| 2009       | New Tricks                       | Джастін Мілберн                                            | епізод: «Blood Is Thicker Than Water» |     |
| 2009, 2014 | Doctors                          | Кенні Фолтон, Майкл Фолкс                                  | 2 епізоди                             |     |
| 2010       | I Shouldn't Be Alive             | Стів Каллаган                                              | епізод: «76 Days Adrift»              |     |
| 2012—13    | Голіокс                          | Саймон Вокер                                               | 63 епізоди                            |     |
| 2012       | Hollyoaks Later                  | Саймон Вокер                                               | 4 епізоди                             |     |
| 2015       | Residue                          | Осборн, помічник Келлера                                   | 3 епізоди                             |     |
| 2016       | Banged Up Abroad                 | Меттью ВанДайк                                             | епізод: «Gaddafi's American Prisoner» |     |

### Відеоігри
| Рік  | Назва                             | Роль                                                 | Примітки                                                                                         | Дж.    |
| ---- | --------------------------------- | ---------------------------------------------------- | ------------------------------------------------------------------------------------------------ | ------ |
| 2012 | The Secret World                  | Джон Ґалахад, Тутмоей, отець Лукіан, Адріан Зорлеску |                                                                                                  | [ 8 ]  |
| 2014 | Castlevania: Lords of Shadow 2    | —                                                    | Захоплення руху                                                                                  | [ 9 ]  |
| 2015 | Until Dawn                        | —                                                    | Захоплення руху                                                                                  | [ 8 ]  |
| 2017 | Spacelords                        | Додаткові голоси                                     |                                                                                                  | [ 10 ] |
| 2017 | Planet of the Apes: Last Frontier | Брін, Майкі, додаткові голоси                        |                                                                                                  | [ 11 ] |
| 2018 | Detroit: Become Human             | Елайджа Камскі, Ґевін Рід                            | Озвучення і захоплення руху                                                                      | [ 12 ] |
| 2018 | Strange Brigade                   | —                                                    | Захоплення руху                                                                                  | [ 13 ] |
| 2018 | Forza Horizon 4                   | —                                                    | Захоплення руху                                                                                  | [ 8 ]  |
| 2019 | We Happy Few                      | Нік Лайтберер                                        | Lightbearer DLC                                                                                  | [ 8 ]  |
| 2020 | Resident Evil 3                   | Ніколай Ґіноваєв                                     | Також захоплення руху для Бреда Вікерса, Немезіс та Роберта Кендо                                | [ 14 ] |
| 2020 | Resident Evil: Resistance         | Ніколай Ґіноваєв                                     | Озвучення і захоплення руху                                                                      | [ 14 ] |
| 2020 | Beyond a Steel Sky                | Алонзо                                               |                                                                                                  | [ 8 ]  |
| 2021 | Resident Evil Village             | Карл Гейзенберг                                      | Озвучення і захоплення руху Також Shadows of Rose DLC                                            | [ 14 ] |
| 2022 | Star Wars: The Old Republic       | Кіборг, додаткові голоси                             | сюжетне доповнення Legacy of the Sith та приурочений до нього кінематографічний трейлер Disorder | [ 15 ] |
| 2022 | Xenoblade Chronicles 3            | Зеон                                                 |                                                                                                  | [ 16 ] |
| 2023 | Baldur's Gate III                 | Астаріон                                             | Озвучення і захоплення руху                                                                      | [ 17 ] |
| 2023 | Warframe                          | Фібоначчі                                            | DLC Шепіт у стінах                                                                               | [ 18 ] |
| 2024 | Fallout: London                   | Баррі                                                |                                                                                                  | [ 19 ] |
| 2024 | Vampire Survivors                 | Дракула                                              | DLC Ode to Castlevania                                                                           | [ 20 ] |
| 2024 | Warframe                          | Віктор Водяной                                       |                                                                                                  | [ 21 ] |
| 2025 | Lies of P                         | Лумаккіо                                             | DLC Overture                                                                                     | [ 22 ] |
| 2025 | Date Everything!                  | Дрісдейл                                             |                                                                                                  | [ 23 ] |
| 2025 | Dead Take                         | Чейз Лоурі                                           |                                                                                                  | [ 24 ] |

## Нагороди
| Рік  | Нагорода               | Категорія                     | Робота            | Результат | Прим.  |
| ---- | ---------------------- | ----------------------------- | ----------------- | --------- | ------ |
| 2023 | Golden Joystick Awards | Найкращий актор другого плану | Baldur's Gate III | Перемога  | [ 25 ] |
| 2023 | The Game Awards        | Найкраща акторська гра        | Baldur's Gate III | Перемога  | [ 26 ] |